# Championnat d'Israël de football 1971-1972
Navigation
Championnat d'Israël 1970-1971 Championnat d'Israël 1972-1973
Le Championnat d'Israël de football 1971-1972 est la 20e édition de ce championnat.

## Classement[1]
| Rang | Équipe                  | Pts | J  | G  | N  | P  | Bp | Bc | Diff |
| ---- | ----------------------- | --- | -- | -- | -- | -- | -- | -- | ---- |
| 1    | Maccabi Tel-Aviv        | 45  | 30 | 18 | 9  | 3  | 45 | 20 | +25  |
| 2    | Betar Jérusalem         | 41  | 30 | 16 | 9  | 5  | 36 | 15 | +21  |
| 3    | Hakoah Amidar Ramat Gan | 39  | 30 | 15 | 9  | 6  | 48 | 27 | +21  |
| 4    | Maccabi Netanya         | 37  | 30 | 15 | 7  | 8  | 44 | 29 | +15  |
| 5    | Maccabi Jaffa           | 37  | 30 | 13 | 11 | 6  | 34 | 21 | +13  |
| 6    | Hapoël Haïfa            | 36  | 30 | 14 | 8  | 8  | 37 | 18 | +19  |
| 7    | Maccabi Haïfa           | 31  | 30 | 10 | 11 | 9  | 31 | 33 | -2   |
| 8    | Hapoël Jérusalem FC     | 28  | 30 | 9  | 10 | 11 | 30 | 32 | -2   |
| 9    | Hapoël Kfar Sabah       | 27  | 30 | 6  | 15 | 9  | 26 | 32 | -6   |
| 10   | Beitar Tel-Aviv         | 26  | 30 | 9  | 8  | 13 | 21 | 31 | -10  |
| 11   | Hapoël Petah-Tikvah     | 25  | 30 | 8  | 9  | 13 | 24 | 37 | -13  |
| 12   | Hapoël Beer-Sheva       | 25  | 30 | 7  | 11 | 12 | 25 | 39 | -14  |
| 13   | Hapoël Tel-Aviv         | 24  | 30 | 7  | 10 | 13 | 27 | 37 | -10  |
| 14   | Shimshon Tel-Aviv       | 23  | 30 | 9  | 5  | 16 | 25 | 39 | -14  |
| 15   | Bnei Yehoudah           | 19  | 30 | 5  | 9  | 16 | 17 | 41 | -24  |
| 16   | Hapoël Hadera           | 17  | 30 | 3  | 11 | 1  | 13 | 32 | -19  |

|  | Champion |
|  | Relégué  |

## Bilan de la saison
| Tableau d'Honneur                |                  |
| Compétition                      | Vainqueur        |
| Championnat d'Israël de football | Maccabi Tel-Aviv |
| Coupe d'Israël de football       | Hapoël Tel-Aviv  |

| Promotions et relégations |                                      |
| Relégués en Liga Leumit   | Bnei Yehoudah Hapoël Hadera          |
| Promus en Ligat ha'Al     | Hapoël Marmorek Maccabi Petah-Tikvah |